# Hieracium nudicaule
Hieracium nudicaule là một loài thực vật có hoa trong họ Cúc. Loài này được (A.Gray) A.Heller mô tả khoa học đầu tiên năm 1906.